# Scharn
Scharn (Limburgs: Sjaan) is een (voormalig) dorp en een woonwijk in het oostelijk deel van de Nederlandse stad Maastricht. Het is een van de 44 officiële buurten binnen de gemeente Maastricht.

## Ligging en bevolkingssamenstelling
Scharn wordt in het noorden begrensd door de buurten Wittevrouwenveld en Amby, in het westen door Wyckerpoort, in het zuiden door Heer en in het oosten door de gemeenten Valkenburg aan de Geul en Eijsden-Margraten.
Scharn heeft circa 6.500 inwoners. Het is een relatief welvarende buurt. Het opleidings- en inkomensniveau is bovengemiddeld in vergelijking met andere buurten in Maastricht. De werkloosheid ligt onder het gemiddelde, evenals de criminaliteitscijfers. Een ruime meerderheid van de bewoners woont in een koopwoning.

## Geschiedenis
Rond 1880 onderzocht de priester, archivaris en amateurarcheoloog Jozef Habets een Romeins-Keltische grafheuvel aan de Bemelergrubbe (ter plaatse van het huidige garagebedrijf Kicken). Deze grafheuvel of tumulus had op dat moment een hoogte van ca. 7 meter en een doorsnede van ca. 40 m. Kort na de opgraving van Habets werd het monument afgegraven.
De naam 'Scharn' of 'Scharen' is mogelijk afgeleid van een inheems woord voor modder, wat zou kunnen verwijzen naar het droogdal dat hier lag. Omstreeks 1100 werd in dit drassige gebied de ridderburcht "te Scharen" gebouwd. De fundamenten van de burcht liggen schuin tegenover het 18e-eeuwse herenhuis Het Goedje aan de Burgemeester Cortenstraat. Een van de bewoners van deze burcht was Adelbert van Scharn, zoon van Adelbert II van Saffenberg, ministeriaal van het kasteel van Valkenburg, en diens echtgenote Regiwindis, die een villa te Houthem-Valkenburg bewoonden.
In een akte van 18 oktober 1145 schonk Adelbert van Scharn, ook namens zijn echtgenote (Van Ellenburg) en zoon Jan, een deel van het goed aan Erpo, abt van Rolduc. De abdij Rolduc of Kloosterrade te Kerkrade was een klooster van augustijner koorheren en fungeerde enige tijd als familieklooster van de Van Saffenbergs. De schenking betrof een kapel en een hoeve te Scharn en daarnaast nog 18 bunder land op de Dousberg. De schenking werd door abt Erpo gebruikt voor de stichting van een klooster voor augustijner koorvrouwen, de Priorij Scharn. Adelbert verkreeg de voogdij over het vrouwenklooster. Het klooster werd in 1246 opgeheven, toen de zusters verhuisden naar het eveneens vanuit Rolduc gestichte Klooster van Sinnich. De goederen te Scharn bleven daarna tot aan het einde van het ancien régime in bezit van Sinnich. In de kapel te Scharn werden nog tot in de 16e eeuw missen opgedragen. De hoeve, "Het Kerkske(n)" of "Kerkskenshof" genoemd, brandde in 1852 uit en is niet meer herbouwd. Begin jaren 1960 werd de weg ten oosten van de hoeve, ter plekke van de huidige Vijverdalseweg, nog aangeduid als Achter het Kerksken. Anno 2023 ligt op dit perceel de Koninkrijkszaal van de Jehova's getuigen aan de Bemelergrubbe.
Het kasteel van Adelbert van Scharn en zijn nakomelingen heeft tot uiterlijk 1640 bestaan. Op een anonieme tekening uit 1632 is het "Huijs te Scharen" afgebeeld als een echt kasteel met drie torens, een slotgracht en een ophaalbrug. Wellicht is het kasteel tijdens het beleg van 1632 of dat van 1634 verwoest en daarna afgebroken. In 1954 zijn bij rioolwerkzaamheden nog resten van de gracht en een hoeve aangetroffen. Vanaf de 16e eeuw was het kapittel van Sint-Servaas eigenaar van het omgrachte kasteelterrein. In 1593 huurde de rijproost van het Sint-Servaaskapittel, Olivier van Eynatten, het tegenover gelegen huis Het Goedje met omliggende landerijen, wellicht een teken dat het kasteel toen niet meer bewoonbaar was. In de Franse Tijd werden kerkelijke goederen geconfisqueerd, en dat gebeurde ook met het omgrachte kasteelterrein, dat immers tot het bezit van het Sint-Servaaskapittel behoorde. Op de kadasterkaart van 1842 is te zien dat het omgrachte terrein, lokaal bekend als "den Damp", toen eigendom was van de grootgrondbezitter Leopold Joseph Duquesne, die tevens eigenaar was van het landgoed Wittevrouwenhof in Scharn.
Een ander kloosterlijk bezit in Scharn was de Wittevrouwenhof. Het van oorsprong waarschijnlijk laatmiddeleeuwse landgoed was tot de Franse tijd eigendom van het Wittevrouwenklooster aan het Vrijthof, dat in deze omgeving uitgestrekte landerijen bezat (zie ook Wittevrouwenveld). Het huis met koetshuis had na 1794 vele bestemmingen. Tegenwoordig is er een (para)medisch centrum in gevestigd. Ook Het Goedje had in de 20e eeuw korte tijd een kloosterlijke bestemming: van 1909 tot 1921 was hier een Frans clarissenklooster gevestigd (zie Clarissenklooster). Sinds 2003 is hier het generalaat van de Broeders van de Onbevlekte Ontvangenis gevestigd.

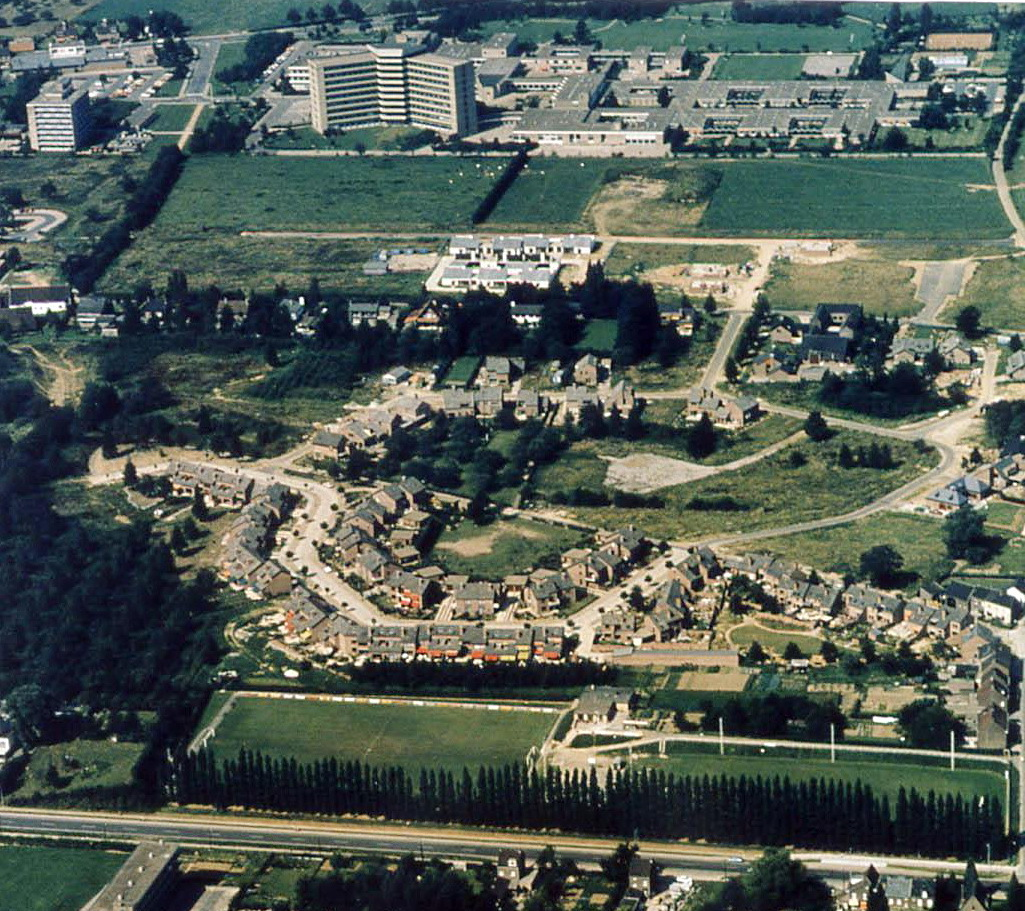
Scharn-Oost in ontwikkeling, jaren 1980. Linksboven de gesloopte hoogbouw van Vijverdal. Op de voorgrond de Akersteenweg

Tot 1900 was Scharn niet meer dan een gehucht. De meeste bebouwing, vooral boerderijen, bevond zich langs de Oude Akerweg, de huidige Scharnerweg-Wethouder van Caldenborghlaan. Tot 1795 maakte Scharn, tezamen met Heer, deel uit van de elf banken van Sint-Servaas. Na de Franse tijd hoorde Scharn korte tijd bij de gemeente Heer en Keer. Daarna, van 1828 tot 1970 behoorde het grootste deel van Scharn tot de gemeente Heer, die in laatstgenoemd jaar geannexeerd werd door Maastricht. Enkele verspreid liggende huizen en boerderijen vielen onder Amby. In 1936 ontstond de kerkelijke parochie Scharn door afscheiding van de parochie Heer. Het dorp kreeg een jaar later zijn eigen parochiekerk. In de naoorlogse periode verstedelijkte het dorp in hoog tempo. Het dorpse karakter is slechts hier en daar nog aanwezig, vooral bij het kruispunt Wethouder van Caldenborghlaan - Burgemeester Cortenstraat.
Veel straatnamen herinneren aan het verleden. De Adelbert van Scharnlaan is vernoemd naar de eerste met name genoemde inwoner van Scharn. De Dampstraat zou verwijzen naar het omgrachte perceel, waarop diens kasteel stond (damp = dam). De kapelstraat verwijst naar de kapel die Adelbert schonk aan de abt van Rolduc en de kloosterstraat naar het augustinessenklooster dat bij die kapel werd gevestigd. De Clarissenstraat herinnert aan de franciscanessen die begin 20e eeuw Het Goedje bewoonden en de Dokter Willemstraat aan de eerste huisarts van Heer, die er daarna woonde. Diverse straatnamen herinneren aan de Tweede Wereldoorlog (13 septemberstraat, 5 meistraat, Vredeslaan, Vrijheidslaan, Churchilllaan) en aan verzetsstrijders uit die tijd (Memorielaan, Bernardlaan, Bèr Kraftstraat, Pierre Dresenstraat, Jo Lokermanstraat, Hubert Jaminstraat, Armand Maassenstraat, Giel Duykersstraat, Gebr. Ummelsstraat, Van Assenstraat). Diverse andere straatnamen bewaren de herinnering aan een oud toponiem (Mockveld, Heerdergroenweg, Laan In de Drink, Schandert, Schaandertweg, Tombertveldweg, Weerhuisweg, Zwarteweg, Klinkeberg, Watergrubbe, Vieversgrubweg, Vijverdalseweg). In de nieuwbouwwijk Keerderstraatje in Scharn-Oost (zie foto hiernaast) dragen de straten en woonerven namen van haagdoornstruiken eindigend op -doorn.

## Verkeer, infrastructuur en voorzieningen
Scharn wordt ontsloten door de Scharnerweg-Bergerstraat (voorheen onderdeel van de provinciale weg 590), die richting Valkenburg voert. De wijk is per openbaar vervoer (Arriva bussen) redelijk goed bereikbaar. In het noordelijk deel van de wijk bevindt zich het 15 hectare grote bedrijventerrein Scharn-Noord.
In Scharn zijn ook enkele bovenlokale voorzieningen aanwezig, zoals het centrum voor geestelijke gezondheidszorg Mondriaan (voorheen Psycho-medisch Streekcentrum Vijverdal) en de Maastrichtse vestiging van het VISTA college (voorheen ROC Leeuwenborgh). Verder zijn er enkele andere scholen en een sportpark (waar onder andere de eigen voetbalvereniging VV Scharn speelt). Tot 2013 was er een overdekt zwembad.
In de buurt zijn enkele winkel- en horecavoorzieningen aanwezig, waaronder een hotel bij het verkeersknooppunt Europaplein. Het buurtwinkelcentrum De Leim ligt ten zuiden van de Akersteenweg in Heer. De Antonius van Paduakerk is de rooms-katholieke parochiekerk van Scharn, vernoemd naar de heilige Antonius van Padua.

## Architectuur en stedenbouw

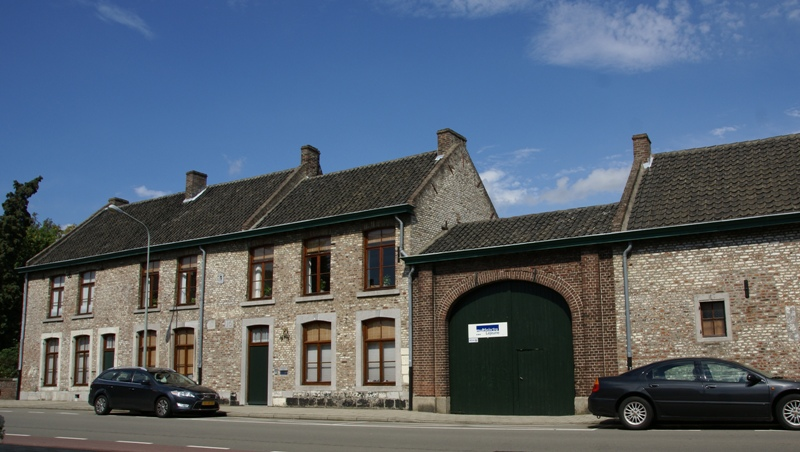
Monumentale boerderijen aan de Weth. van Caldenborghlaan

### Rijks- en gemeentelijke monumenten
Scharn bestaat uit enkele doorgaande straten met oudere bebouwing, met daaromheen een aantal uitbreidingsplannen uit verschillende periodes. Centraal in de wijk ligt de Antonius van Paduakerk uit 1936-'38, geen rijksmonument maar wel een kerk met een rijk interieur. Aan de Bergerstraat, de Bemelerweg en de Wethouder Van Caldenborghlaan liggen enkele fraaie hoeves en landhuizen, waaronder de Wittevrouwenhof en de Withuishof. Het voormalige raadhuis van de gemeente Heer uit 1920 ligt aan het Raadhuisplein, aan de rand van Scharn. De buurt telt circa 25 rijksmonumenten en 52 gemeentelijke monumenten (93 objecten).

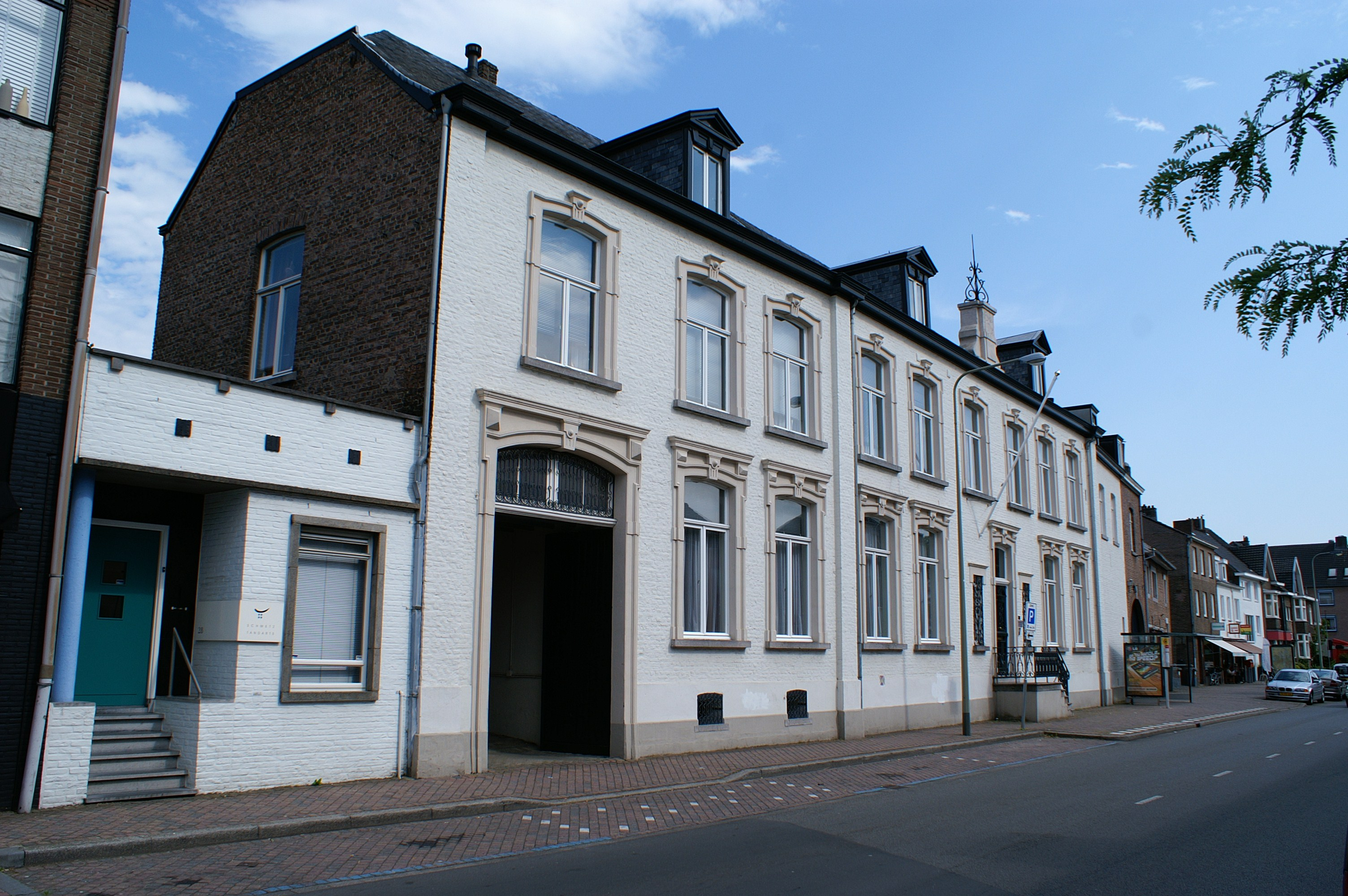
Het Goedje
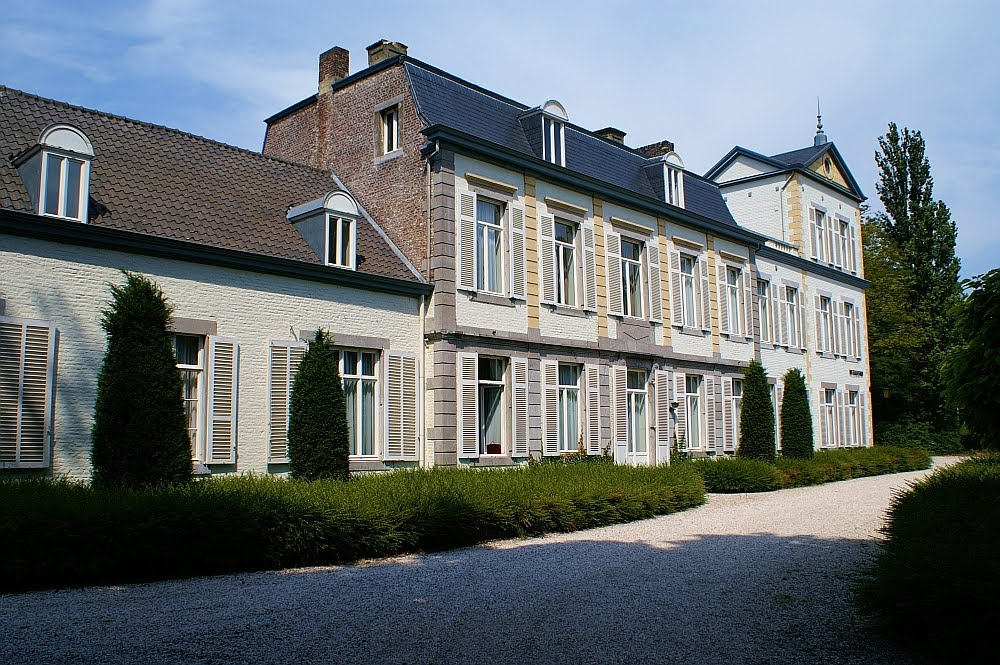
Withuishof
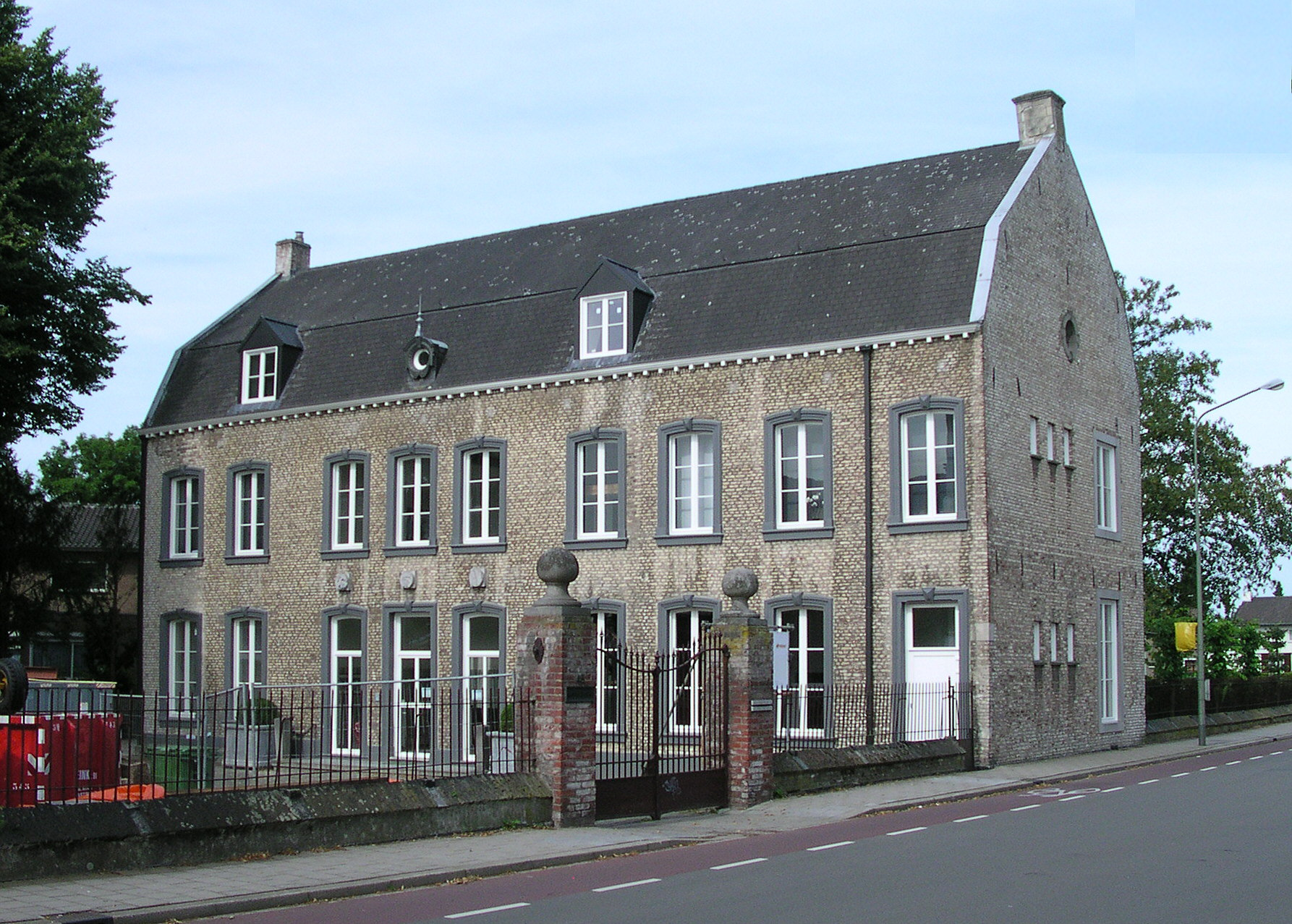
Wittevrouwenhof
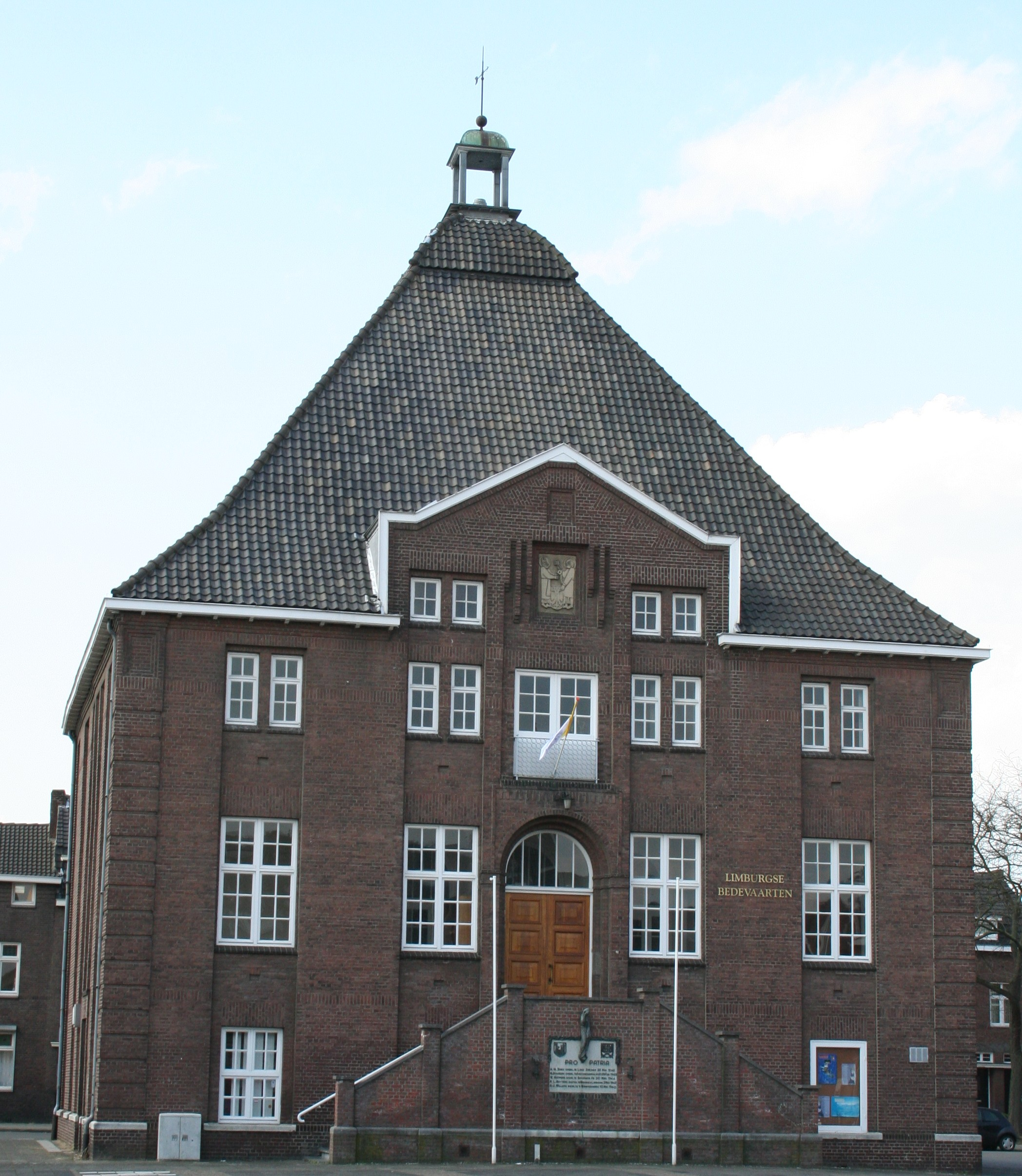
Voormalig raadhuis

### Scholen
Scharn is een echte scholenwijk. Aan de Bemelerweg en Bemelergrubbe liggen enkele vmbo-scholen en een tyltylschool. Aan de Nijverheidsweg ligt de Bernard Lievegoedschool voor vrijeschoolonderwijs, die verbonden is met het Bonnefanten College. In 2005 werd het gebouw van het ROC Leeuwenborgh aan de Juliana van Stolberglaan opgeleverd, sinds 2019 VISTA college geheten. Het ontwerp van AGS Architecten verbindt twee bestaande schoolgebouwen door middel van nieuwbouw. Een 'jong monument' is de Sint-Angelaschool van Alphons Boosten, dat een nieuwe bestemming heeft gekregen. Op de hoek Regentesselaan-Hunnenweg ligt de nutsschool van zijn zoon Theo Boosten. Om de hoek ligt nog een peuteropvang, gebouwd in dezelfde stijl.

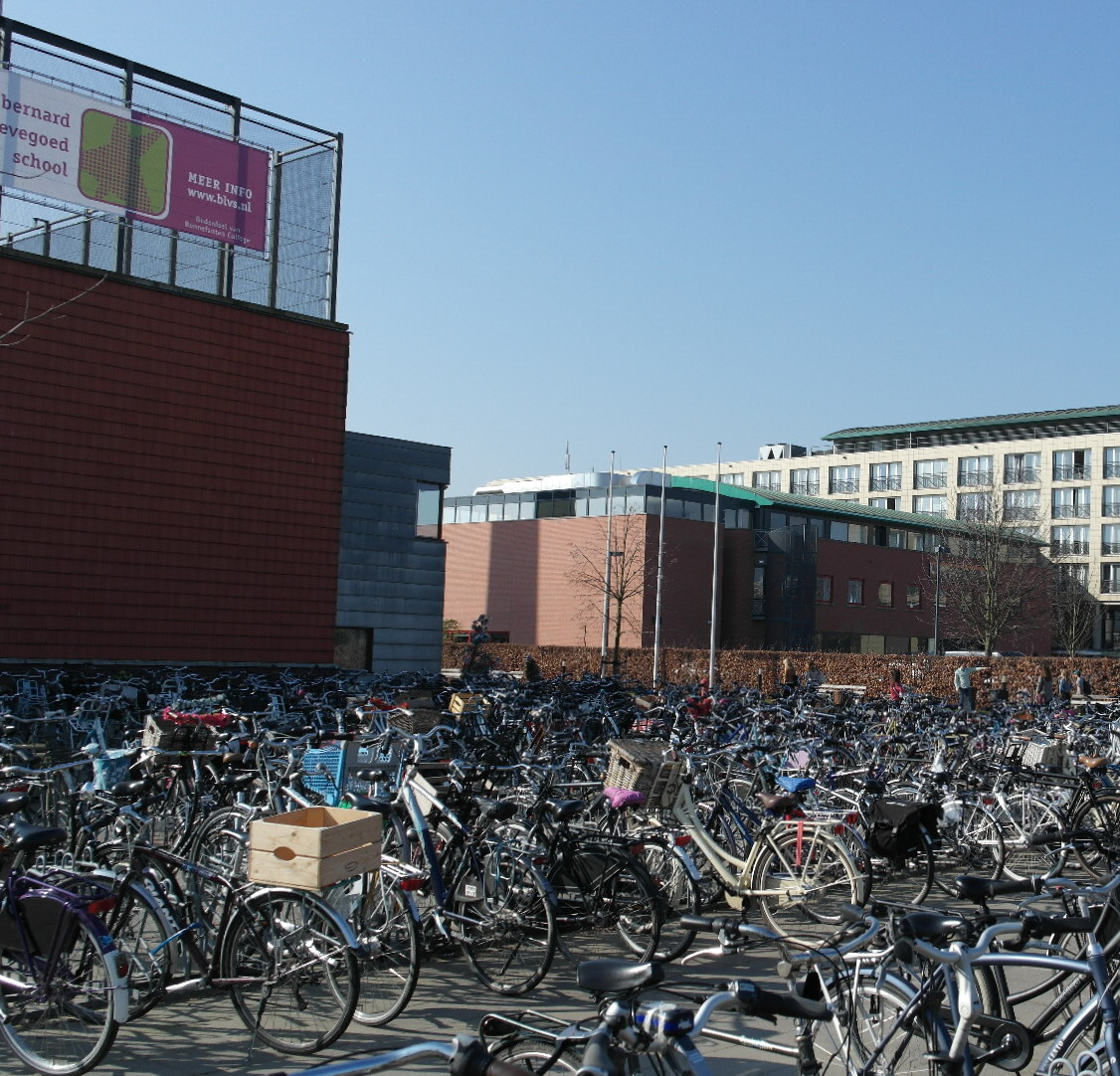
Bernard Lievegoedschool
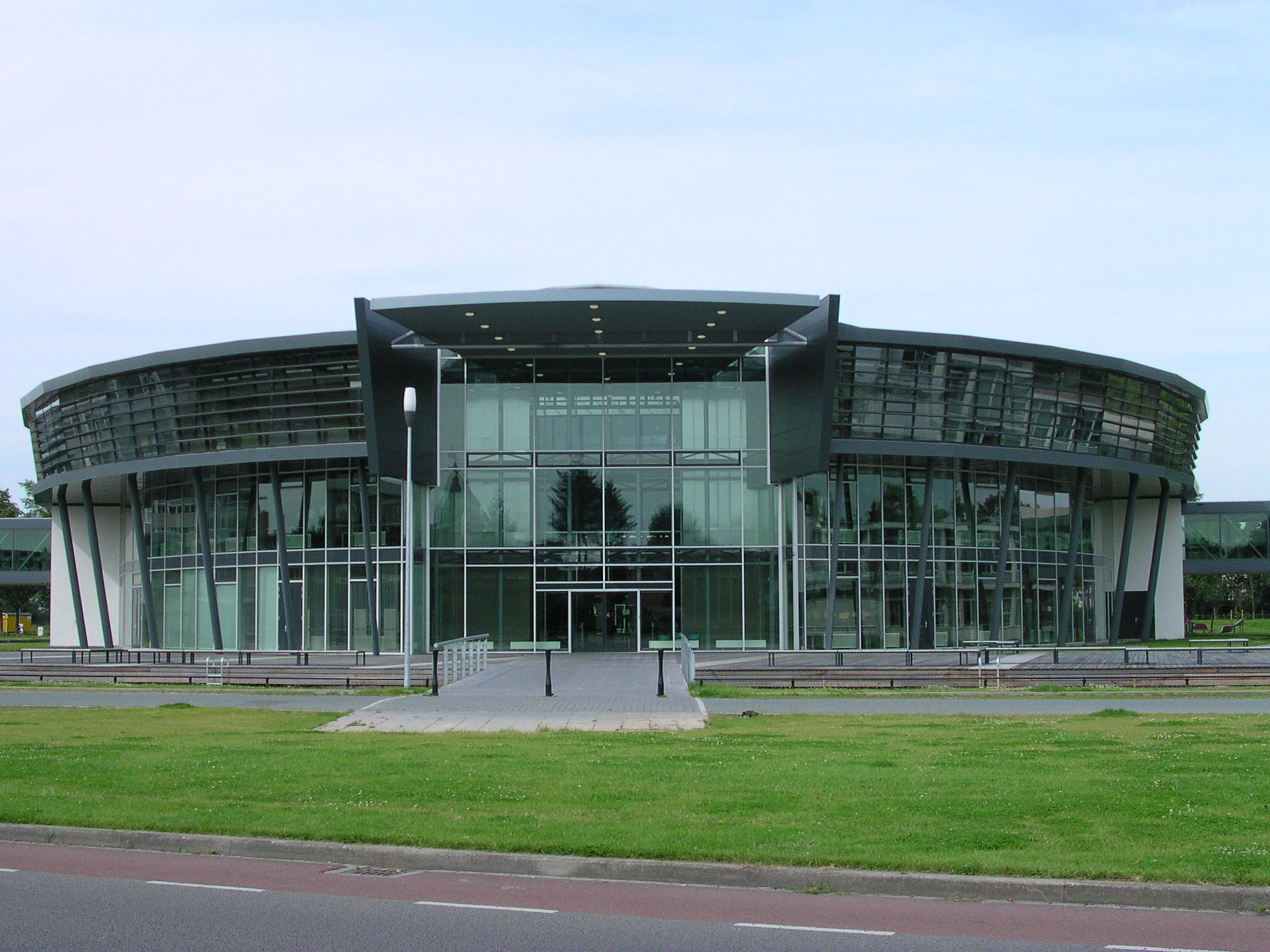
VISTA college
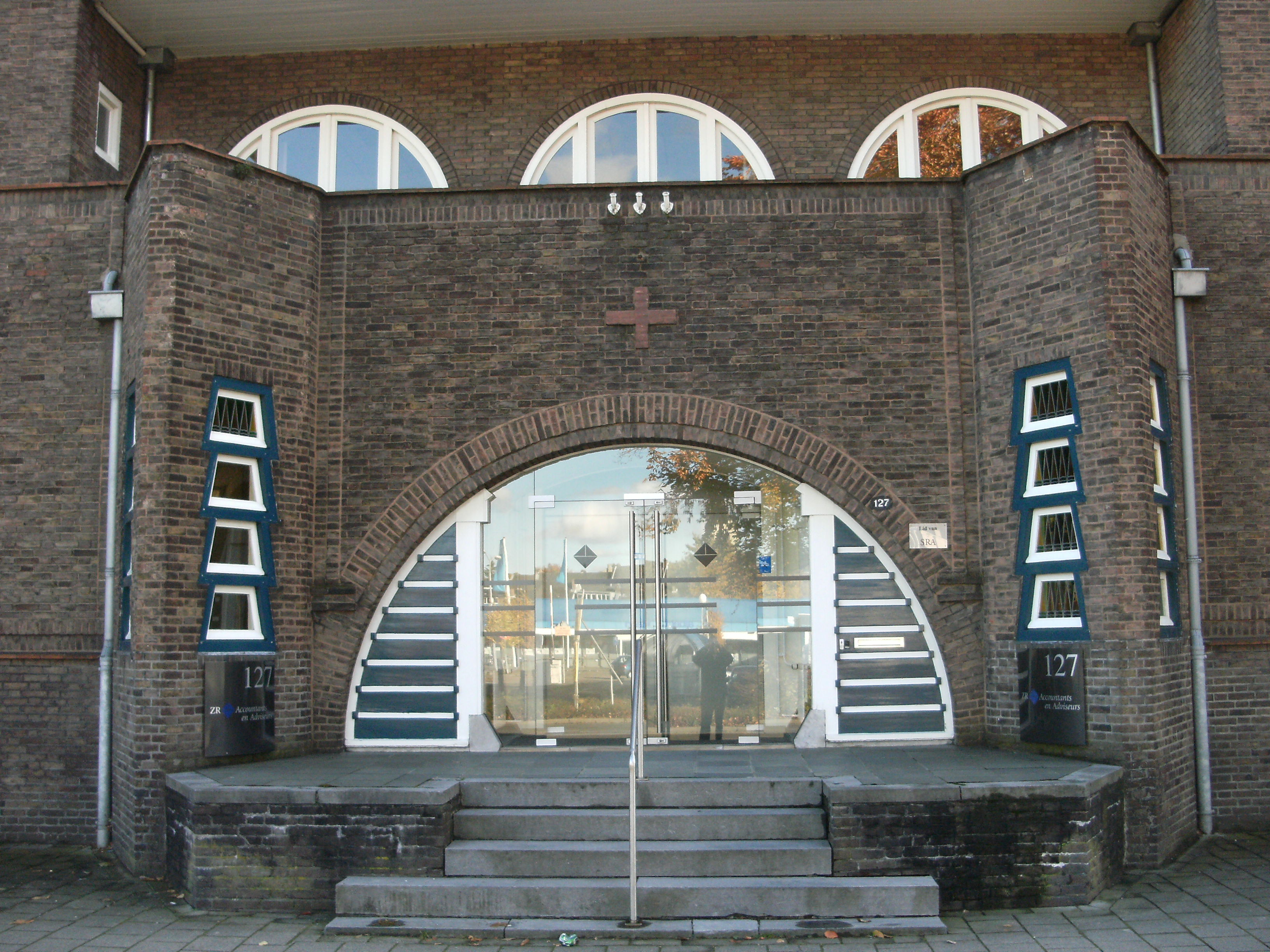
Sint-Angelaschool
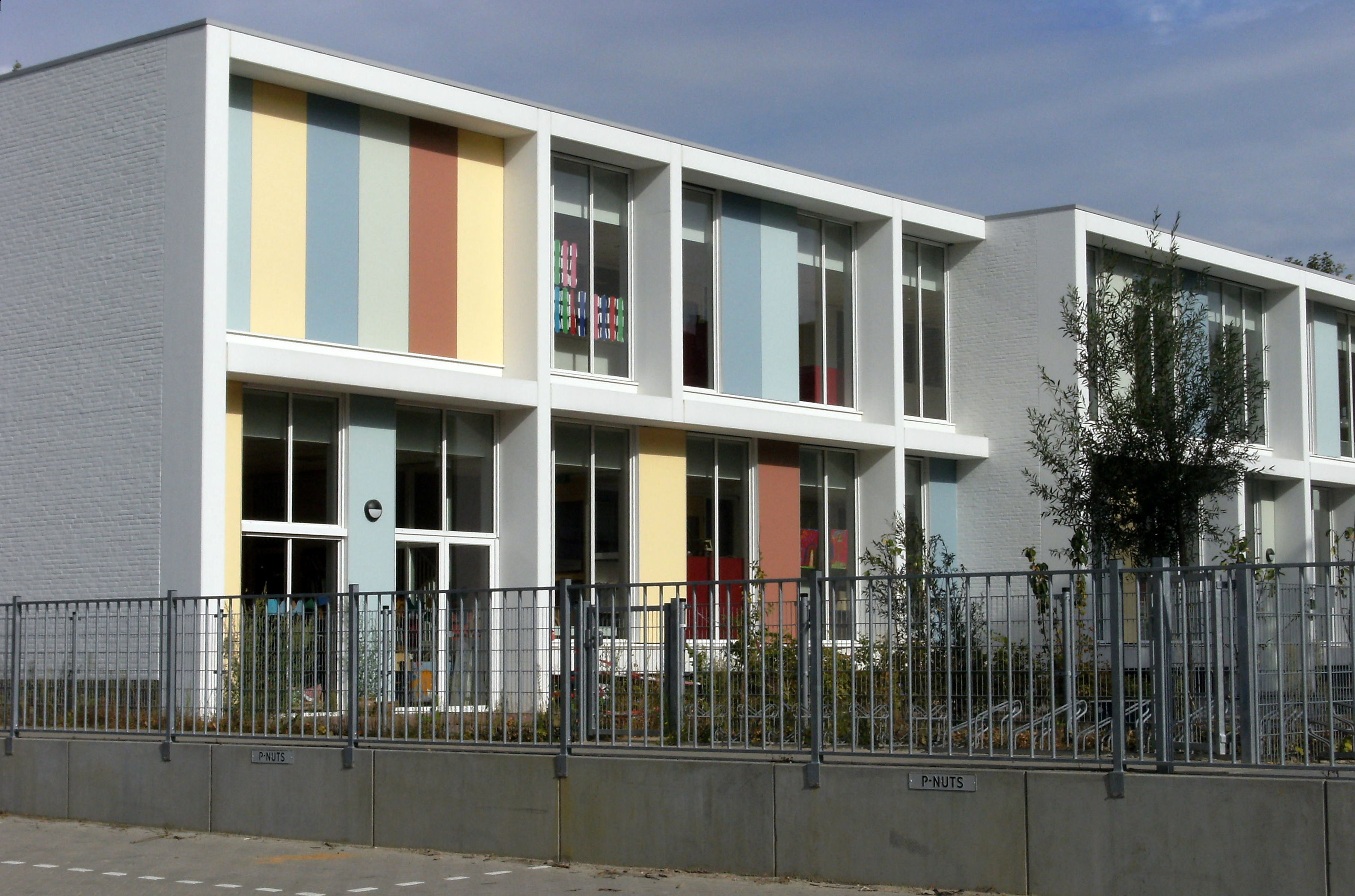
Nutsschool

### Stedenbouw
Het ontwerp voor de brede Adelbert van Scharnlaan, met enkele woonblokken van Frits Peutz, en het waaiervormige stratenplan tegenover de Sint Antonius van Paduakerk, dateren uit de jaren dertig en veertig. De kerk zelf is een eenvoudig mergelstenen bouwwerk uit 1936 van de architecten A. Swinkels en E. Schoenmaeckers. Het interieur is rijk gedecoreerd.
In de jaren tachtig werd aan de oostkant van Scharn het uitbreidingsplan Keerderstraatje gerealiseerd, met grotendeels duurdere koopwoningen. In de jaren 90 werd het landbouwgebied tussen Scharn en Amby (Scharn-Noord) ontwikkeld, deels voor woningbouw, deels voor bedrijfshuisvesting in een parkachtige setting. Op het terrein van de gesloopte villa Aldegonda werd in 2005 de kleine woonwijk Aldegondapark voltooid.

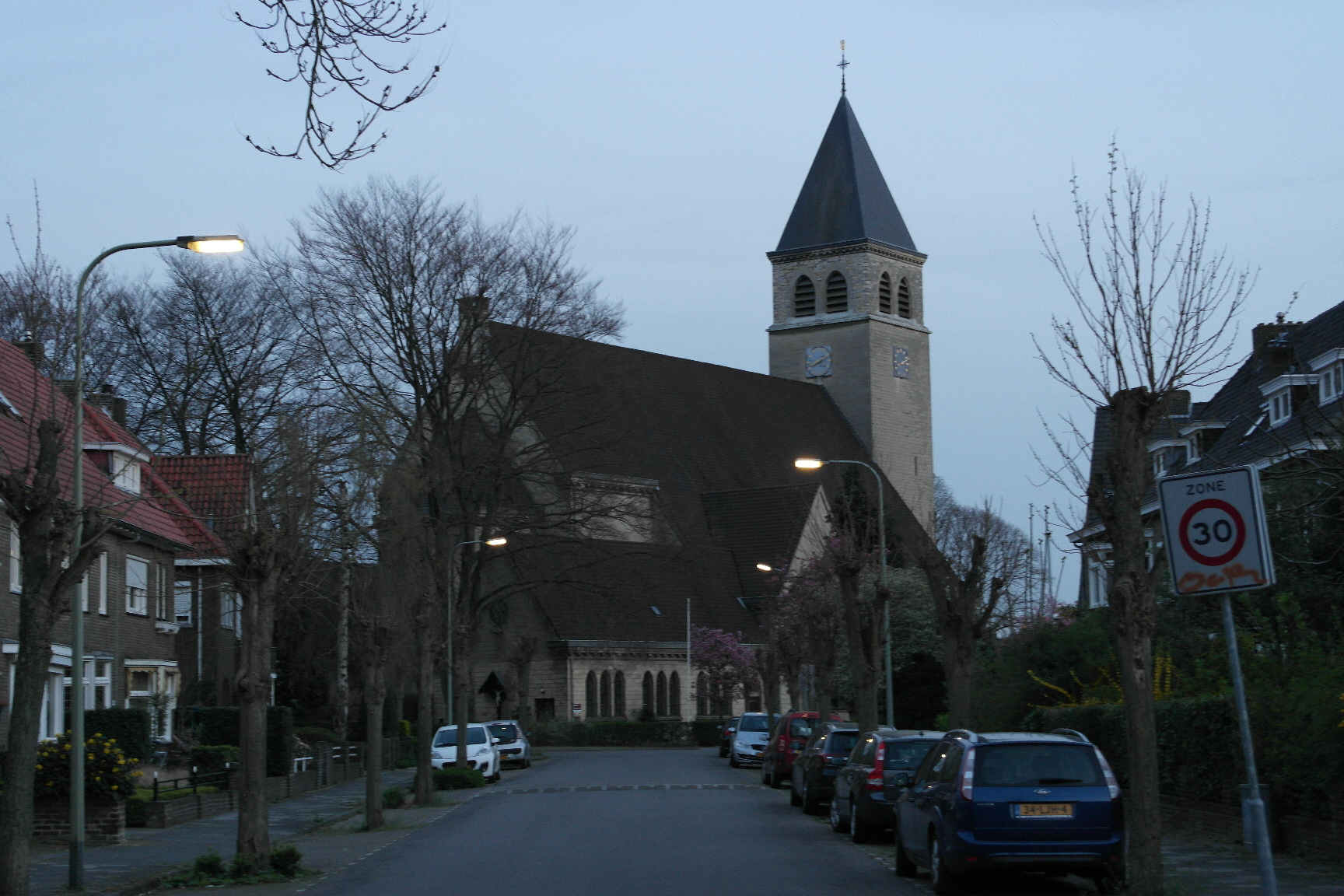
Bernhardlaan en kerk
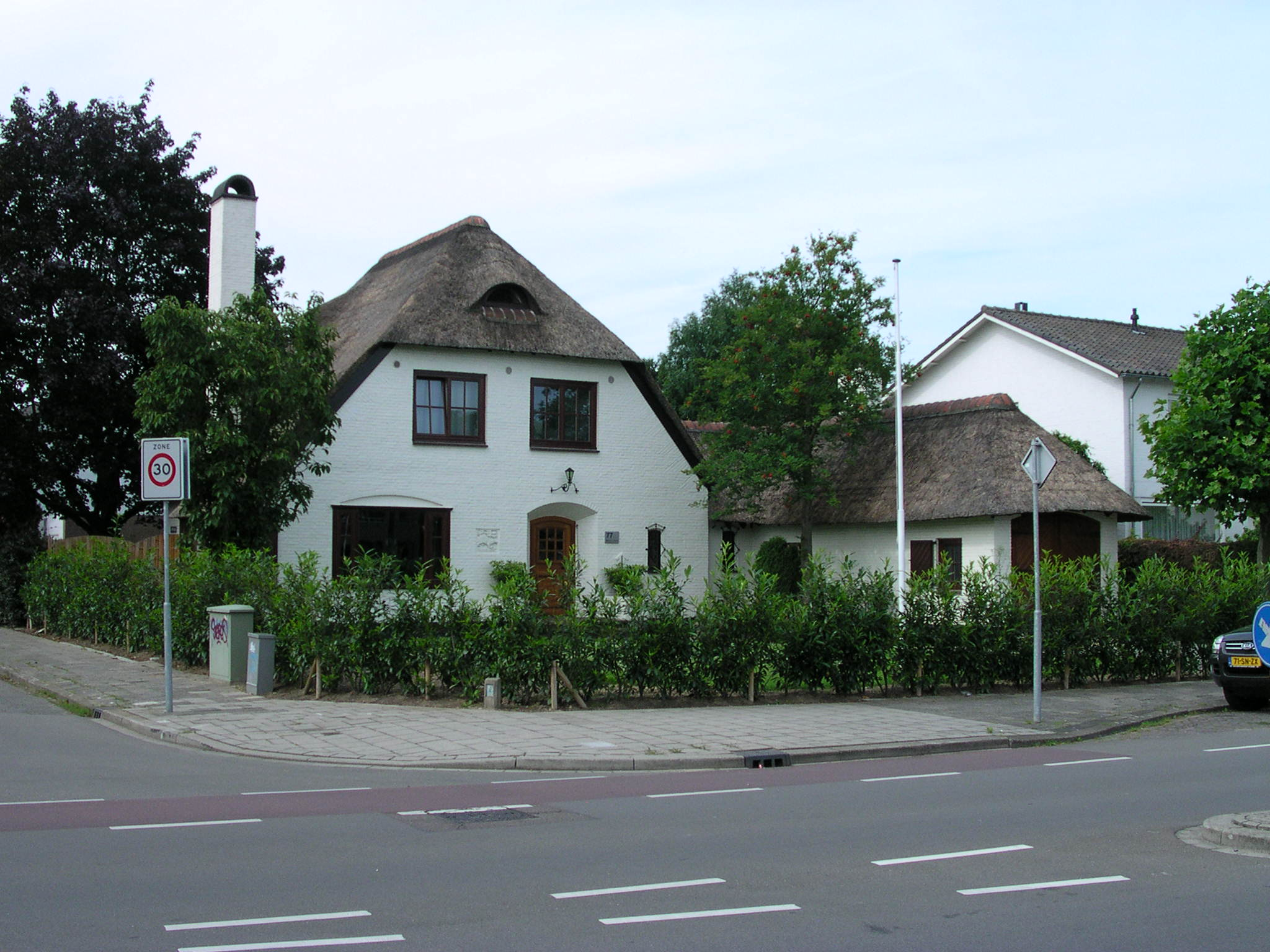
Van Caldenborghlaan
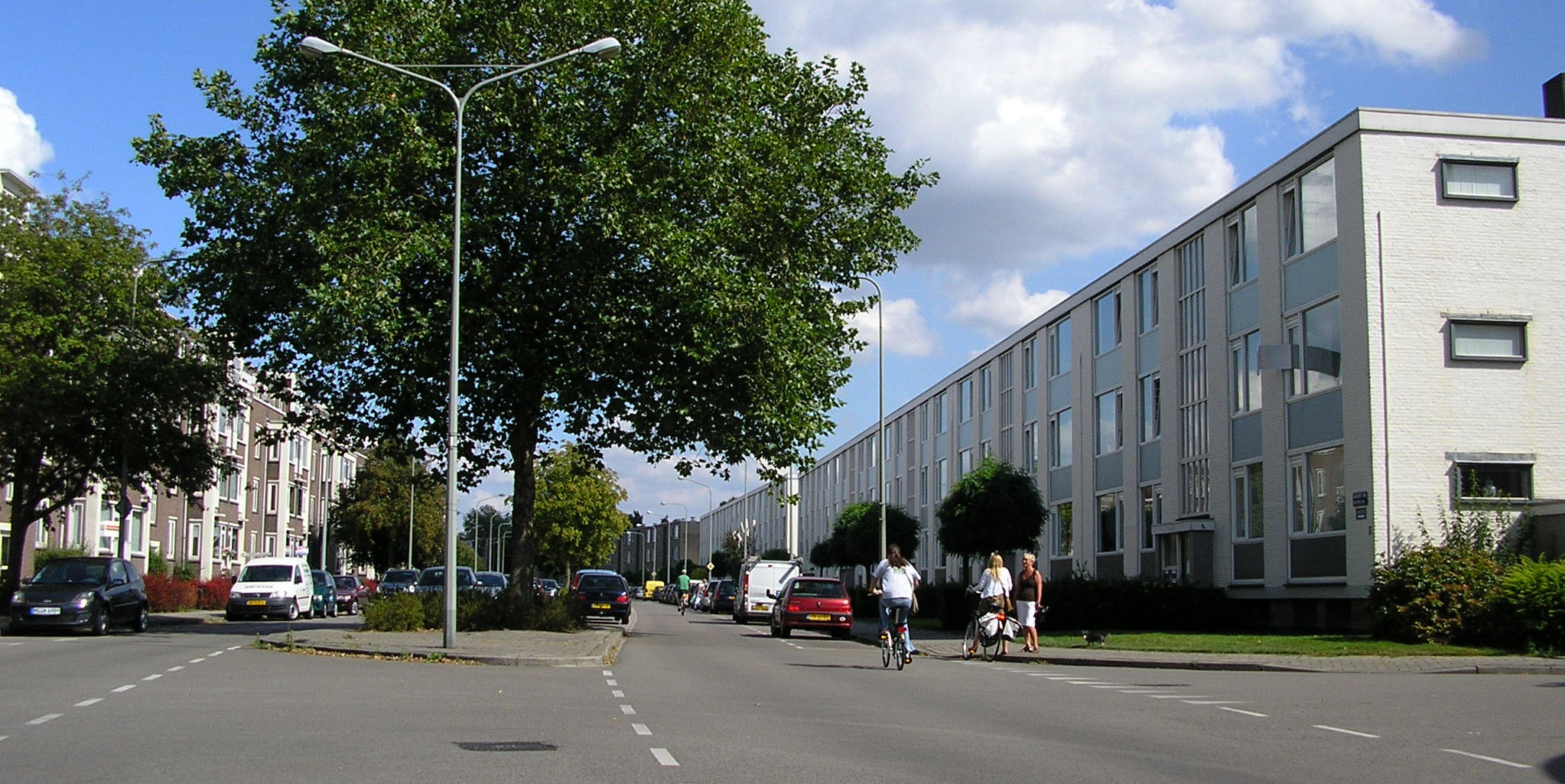
Adelbert van Scharnlaan
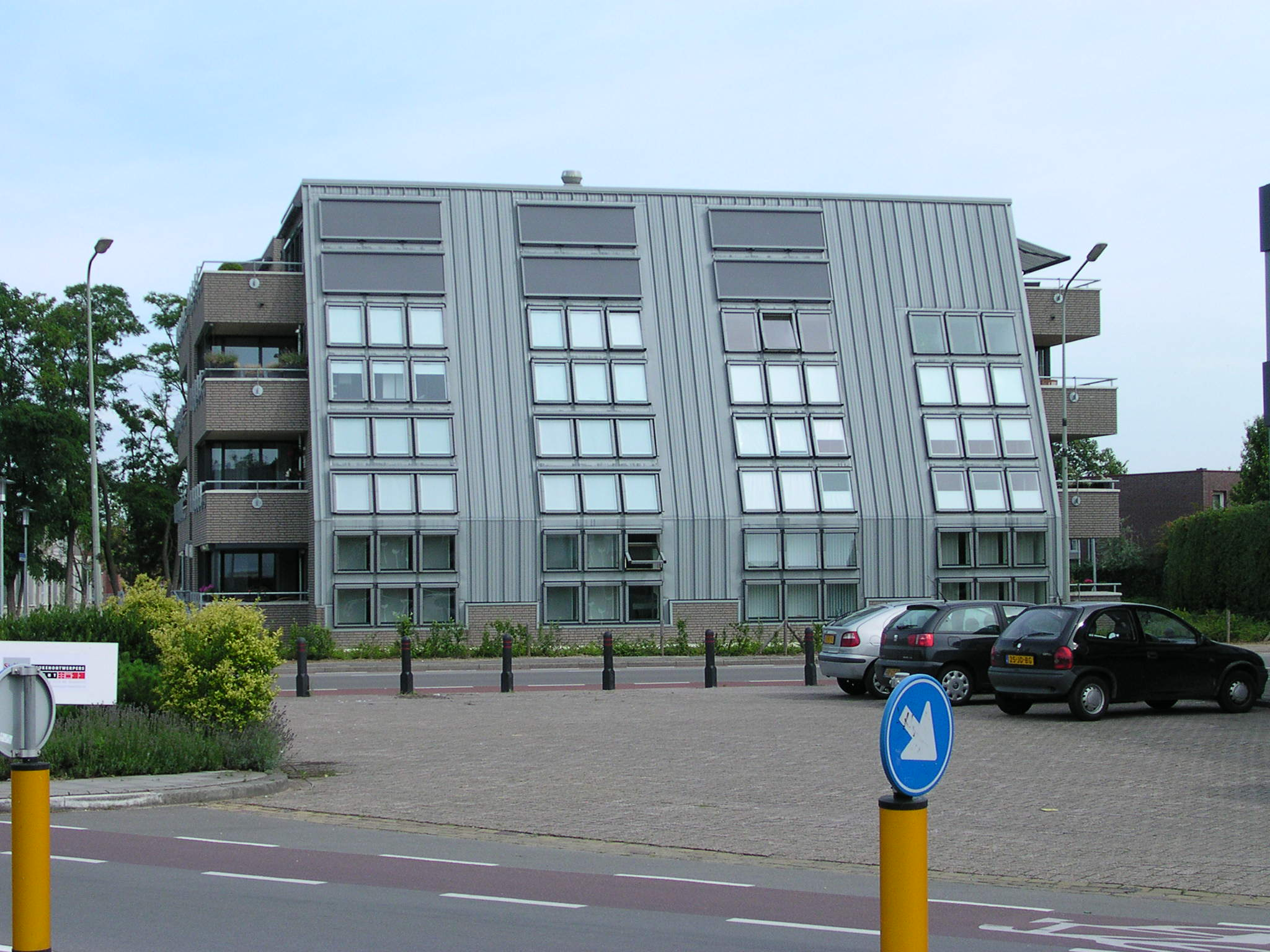
Aldegondapark